# Macaduma reducta
Macaduma reducta är en fjärilsart som beskrevs av Rothschild 1912. Macaduma reducta ingår i släktet Macaduma och familjen björnspinnare. Inga underarter finns listade i Catalogue of Life.